# Ур (повість)
Ур — повість Стівена Кінга, яка була написана ексклюзивно для платформи Amazon Kindle і стала доступною для завантаження 12 лютого 2009 року Аудіокнига була видана 16 лютого 2010 року Simon & Schuster Audio, її читає Холтер Грем. У друкованому вигляді Ур вперше з'явився у 2015 році у збірнику Стівена Кінга The Bazaar of Bad Dreams.

## Оригінальний випуск
Стівен Кінг сказав, говорячи про Ур :
На мій погляд, механізм доставлення є другорядним для мене як для письменника. [. . . ] Але я вже робив це колись з історією під назвою Riding the Bullet, і ніколи не було так багато хлопців у костюмах, які підходили до мене й ставили мені запитання. Але вони не хотіли знати про історію, вони не хотіли знати про процес, вони хотіли знати про систему доставлення, але для мене це другорядне. [. . . ] Я думаю, що людей більше зацікавить бізнес-аспект [Ur], ніж історія. Я б ніколи не погодився на це, якби не вважав, що це гарна історія. Я вирішив, що хочу написати історію для Kindle, але тільки якщо я зможу зробити історію про Kindle. Гаджети захоплюють мене, особливо якщо я можу придумати, як вони можуть стати дивними. Раніше я писав про автомобілі-вбивці, зловісні комп'ютери та мобільні телефони, які руйнують мозок; у той час, коли надійшов запит від Amazon, я бачив ідею про хлопця, який починає отримувати електронні листи від мертвих. Історія, яку я написав, Ур, була про електронний рідер, який може отримати доступ до книг і газет з альтернативних світів. Я усвідомлював, що можу потрапити на смітник у деяких літературних блогах, де мене звинуватять у шилінгу Jeff Bezos & Co., але це мене не дуже хвилювало; у моїй кар'єрі мене розгромили експерти, і я все ще стою.
Агент Кінга, Ральф Вічінанза, заявив, що кількість завантажень новели на Amazon.com досягла «п'ятизначної цифри» приблизно за три тижні, водночас заперечуючи, що повість є рекламним роликом для Kindle. Видавець Кінга, Scribner, випустив Ур як аудіокнигу 16 лютого 2010 року В інтерв'ю в жовтні 2010 року Стівен Кінг заявив, що він писав повість не заради грошей: «Я зробив це, тому що це було цікаво. Я досить плідний. Це зайняло три дні, і я заробив близько 80 000 доларів. Ви не можете отримати це для короткометражної літератури від Playboy чи будь-кого іншого. Це смішно»

## Сюжет
Уеслі Сміт, вчитель англійської мови та літератури в коледжі Кентуккі та любитель книг, свариться зі своєю дівчиною, вона викидає його друковану книгу і звинувачує в тому, що він не сучасний. Що б досадити їй, а також що б бути більш сучасним в очах учнів, він купує Kindle. Це була емоційна покупка, він зробив замовлення та через незначну помилку в номері кредитної картки йому надсилають рожевий Kindle (хоча в той час Kindle завжди були білими). З часом він розуміє, що цей пристрій було призначене для іншого Веслі Сміта з паралельного всесвіту.
Випадково Сміт дізнається, що його Kindle має особливу функцію під назвою Ур, завдяки якій можна шукати дані в безлічі паралельних всесвітах. Сміт знаходить книгу Ернеста Хемінгуея, яка не існує в нашому всесвіті, бо в альтернативному він прожив ще три роки і встиг написати більше книг. Спочатку він думає що це розіграш, але впізнає стиль письма Хемінгуея і починає вірити. Подальші пошуки виявили нові твори Едгара Аллана По та Вільяма Шекспіра з інших часових вимірів. В одних всесвітах письменники прожили довше і написали більше книг, в інших менше. Деякі писали в зовсім іншому жанрі, але були і твори, яки повторювались у всіх світах. Уеслі також перевірив своє прізвище і дізнався, що він не написав книгу в жодному зі світів. Цікаво, що кожного разу, коли він використовує цю функцію, на екрані блимає величезна темна вежа, під час завантаження даних.
Сміт розповідає своєму другові викладачу та студенту, якій випадково опинився в аудиторії про Kindle. Спочатку вони втрьох вивчаюсь твори письменників і доходять до висновку, що неможливо зробити настільки потужну містифікацію і це все правда. Троє чоловіків вивчають і інші функції та підключитися до випуску The New York Times з альтернативної реальності. Раз за разом вони перебирають різні дати та паралельні всесвіти і дізнаються хто там став президентом США, які спортивні команди виграли і т. д. Але на один із запитів вони на свій жах, виявляють, що жодних газет не публікують у день, який вони просили. Вони дізнаються, що в цій альтернативній реальності настав кінець світу, коли Кубинська ракетна криза переросла в Третю світову війну в листопаді 1962 року.
Далі Сміт тестує останню функцію — місцеві новини. Оплата за користування місцевими новинами виявляється найвищою, і це не дивно, бо новини приходять з найближчого майбутнього. З місцевої газети з майбутнього він дізнається, що автобус з місцевими студентами, де також була його дівчина, загинуть в аварії менш ніж за три дні. За допомогою функцій Ур він вистежує п'яну водійку, яка спровокувала аварію. Йому зі студентом вдається недопустити аварію, і всі залишають живі.
Коли він повертається додому, він побачив, що Низькі люди в жовтих плащах (як описано в книзі Кінга «Серця в Атлантиді» 1999 року) чекають на нього біля будинку, готові покарати його за використання забороненої функції Kindle. Вони звинувачують його в тому, що він змінив події, які не можна було змінювати. Проте він стверджує, що, можливо, ця зміна мала відбутися — як інакше він міг отримати Kindle? Його аргумент заставляє задуматись Низьких Людей, і вони вважають за краще просто не допустити повторення цього, конфіскувавши Kindle, залишивши Веслі розмірковувати про неосяжність світу, який, на його думку, він розуміє. Незабаром після цього Веслі дізнається, що його дівчина все-таки кохає його.

## Розділи
1. Експеримент із сучасними технологіями
2. Ур функції
3. Веслі відмовляється божеволіти
4. Архів новин
5. Ур місцевий (у процесі створення)
6. Кенді Раймер
7. Поліція Парадоксу
8. Майбутнє попереду